# 3,2,1... Frankie Go Boom
3,2,1... Frankie Go Boom es una película estadounidense de 2012, dirigida por Jordan Roberts y protagonizada por Charlie Hunnam, Chris O'Dowd, Lizzy Caplan, y Ron Perlman.

## Sinopsis
Dos hermanos (Charlie Hunnam y Chris O'Dowd) buscan la ayuda de un hacker (Ron Perlman) para borrar toda evidencia de una cinta de sexo de internet.

## Reparto
| Actor            | Personaje |
| ---------------- | --------- |
| Charlie Hunnam   | Frankie   |
| Chris O'Dowd     | Bruce     |
| Lizzy Caplan     | Lassie    |
| Nora Dunn        | Karen     |
| Whitney Cummings | Claudia   |
| Ron Perlman      | Phyllis   |
| Chris Noth       | Jack      |
| Sam Anderson     | Chris     |